# High Efficiency Image File Format

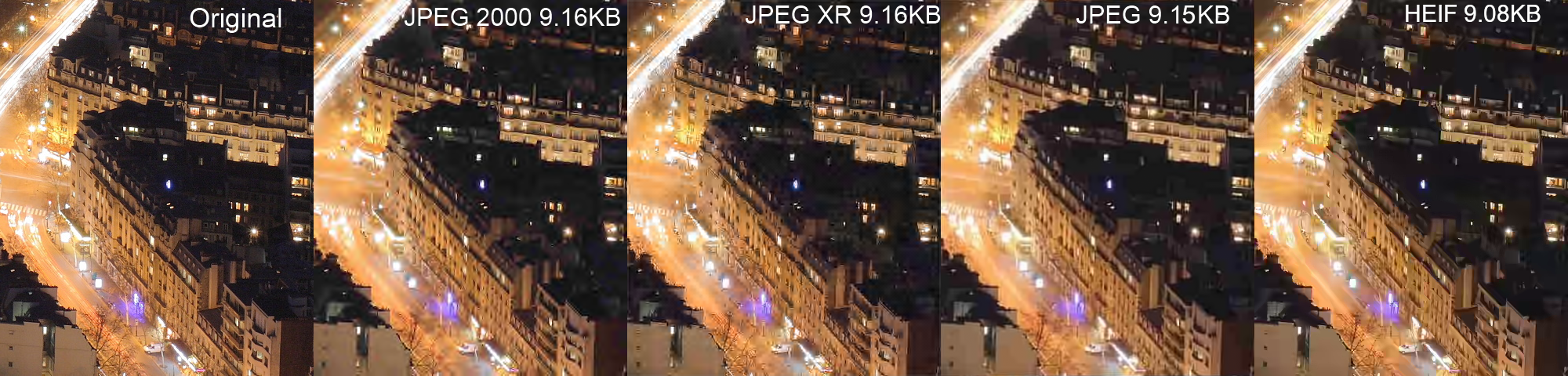
Vergleich der Bildqualität eines Fotos bei ähnlicher Dateigröße in JPEG, JPEG 2000, JPEG XR und HEIF

High Efficiency Image File Format (HEIF) ist ein flexibles Container-Dateiformat für Bilder und Bildsequenzen, das verschiedene Kompressions-Algorithmen unterstützt. Es wurde von der Moving Picture Experts Group (MPEG) definiert (ISO/IEC 23008-12) und verspricht (wie HEVC) 40 Prozent Platzersparnis gegenüber JPEG.
Das High Efficiency Image File Format hat die Dateiendung .heif oder .heic. Die Endung .heic soll dabei zusätzlich ausdrücken, dass der Inhalt mit dem HEVC-Format codiert wurde.
HEIF-Dateien sind mit dem ISO Base Media File Format (ISOBMFF, ISO/IEC 14496-12) kompatibel und können auch andere Datenströme wie Text, GIF-Animationen, Alphakanäle, Tiefeninformationen, Live-Fotos, Belichtungsreihen und Audio enthalten. Damit Anwendungen bandbreitensparend Bildausschnitte laden können, werden große Bilder in unabhängige Quadrate aufgeteilt.

## Unterstützung / Nutzbarkeit

### Apple
Apple unterstützt HEIF mit macOS High Sierra und iOS 11 und setzt zusätzlich HEVC ein. iPhones und iPad nutzen von iOS 11 an HEIF als Standard; bei Übertragung auf PC oder beim Versand, z. B. durch Teilen, kommt es nicht zu Inkompatibilitäten, da die Bilder in das breit unterstützte JPEG-Format umgewandelt werden; allerdings entstehen Inkompatibilitäten bei Nutzung von Clouddiensten wie z. B. Google Fotos.

### Fujifilm

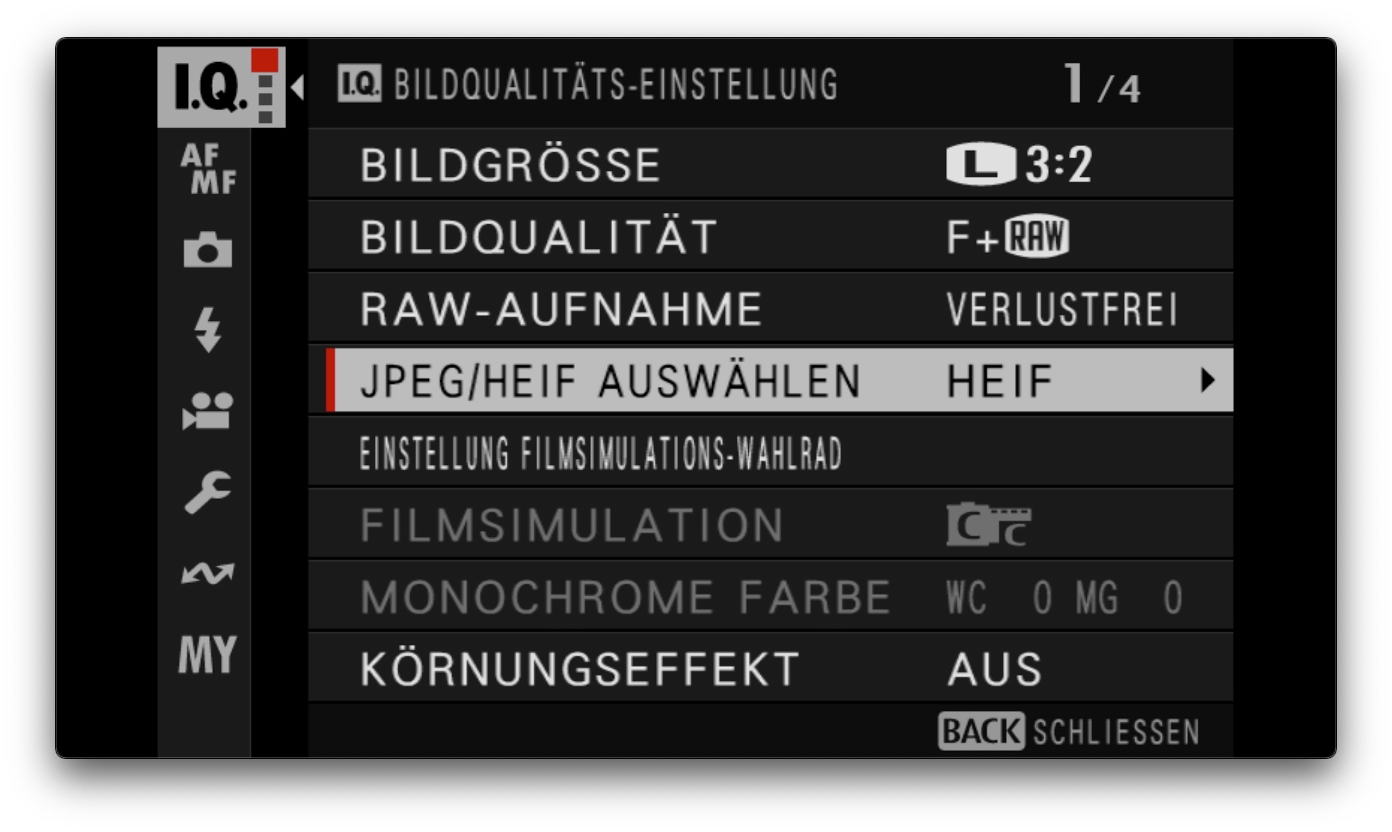
Screenshot des Fujifilm-Menüs zur Bildqualität mit der Option, Bilder im HEIF-Dateiformat zu speichern.

Kameras des Herstellers Fujifilm, die mit dem X-Processor 5 (X-H2 Familie, X-T5, X-T50, X-M5, X-S20, X100VI) ausgestattet sind unterstützen 10-bit HEIF als Alternative zum JPEG Dateiformat.

### Linux
Unter dem freien Betriebssystem Linux bietet die Bibliothek libheif die Unterstützung für das HEIF-Grafikformat. Das Bildformat wird bei den meisten Linux-Distributionen nativ ohne Zusatzinstallation bereits schon unterstützt.

### Microsoft
Microsoft unterstützt HEIF seit Windows 10 Update 1803 zur Anzeige, von Update 1809 an auch zur Bearbeitung mit Paint. Die dafür notwendige HEIF-Erweiterung aus dem Microsoft Store kann kostenlos installiert werden.

### GIMP
Das freie Grafikprogramm GIMP unterstützt HEIF seit dem Release 2.10.2 und ermöglicht damit die Bearbeitung des Formats auf den verbreiteten Betriebssystemen Windows, macOS und Linux.